# Pierwotna czarna dziura
Pierwotna czarna dziura (ang. primordial black hole, PBH) – hipotetyczny typ czarnych dziur, który mógł powstać tuż po Wielkim Wybuchu, w odróżnieniu od normalnych czarnych dziur nie powstały one w procesie zapadania grawitacyjnego gwiazd, lecz niezwykle gęstej materii powstałej po Wielkim Wybuchu, a jeszcze obecnej w pierwszej fazie ekspansji Wszechświata.
W zależności od przyjętego scenariusza powstawania pierwotnych czarnych dziur mogą one mieć masę maksymalną wynoszącą do 100 tys. mas Słońca, a ponieważ nie powstały w wyniku kolapsu grawitacyjnego gwiazd, masa minimalna stabilnych pierwotnych czarnych dziur może być znacznie mniejsza od minimalnej masy zwykłych czarnych dziur i wynosić znacznie mniej niż masa Słońca, możliwe było także powstanie jeszcze mniej masywnych czarnych dziur, ale zostałyby one bardzo szybko zniszczone z powodu oddziaływań kwantowych.
Dotychczas nie odkryto jeszcze żadnych dowodów na powstanie czy istnienie PBH. W 1974 Stephen Hawking wysunął hipotezę, że obiekty tego typu mogą istnieć w halo Drogi Mlecznej i ich istnienie może być potwierdzone poprzez wykrycie emitowanego przez nie promieniowania Hawkinga. Szukanie śladów PBH jest jedną z misji satelity GLAST. Jeżeli jednak teoretycznie przewidywane promieniowanie Hawkinga w rzeczywistości nie istnieje, wykrycie PBH może być zadaniem niezwykle trudnym z powodu bardzo małej masy i rozmiarów tych obiektów. Hipoteza, że mikroskopowe PBH mogą nawet praktycznie niezauważone przelatywać przez Ziemię, jest krytykowana opiniami, zgodnie z którymi PBH poruszając się z prędkością ponaddźwiękową w atmosferze Ziemi wywoływałyby falę uderzeniową i dźwięk.